# Philippe Mexès
Philippe Mexès (Toulouse, 30 maart 1982) is een voormalig Franse voetballer. Hij kan overal in de verdediging uit de voeten, maar hij speelde meestal als centrale verdediger.

## Clubcarrière
Hij begon zijn carrière bij het Franse Toulouse FC, maar verhuisde op zijn zestiende naar AJ Auxerre. Mexès debuteerde op zijn zeventiende in de hoofdmacht van AJ Auxerre. In de zomer van 2004 verhuisde hij naar AS Roma. Hij tekende bij Roma terwijl hij nog een contract had bij Auxerre. Hiervoor werd hij door de UEFA een tijdlang geschorst. Omdat hij al voor Roma had gespeeld moest Roma zeven miljoen euro als transfergeld betalen. Bovendien kreeg Roma een transferverbod voor een jaar door de FDRC opgelegd, dit werd door de TAS teruggebracht tot zes maanden. In mei 2011 bereikte hij een akkoord met AC Milan, dat hem transfervrij overnam van AS Roma. In 2016 kreeg Mexes te horen dat zijn contract niet werd verlengd bij AC Milan. Na meer dan een jaar zoeken naar een nieuwe club, maakte hij in november 2017 bekend te stoppen met voetballen.

## Interlandcarrière
Mexès debuteerde in 2002 in het Frans voetbalelftal, tegen Litouwen. Hij speelde in 2003 mee in de Confederations Cup. Bondscoach Raymond Domenech besloot hem niet mee te nemen naar het EK in 2004 en het WK in 2006. Toen Frankrijk in 2008 speelde tegen Oostenrijk (3-2 verlies) maakte Mexès een eigen goal en veroorzaakte hij een strafschop en een vrije trap waaruit gescoord zou worden. Domenech nam het voor hem op, nadat hij zijn spijt betuigd had tegenover de fans. Een wedstrijd erna herpakte Mexès zich door twee keer op de lat te koppen en eenmaal op de paal te schieten. Hij werd niet geselecteerd voor het WK in Zuid-Afrika. Op woensdag 11 augustus speelde Mexès zijn eerste interland onder bondscoach Laurent Blanc, tegen Noorwegen. Mexès was in dit duel de aanvoerder wegens de afwezigheid van de voltallige WK-selectie.
Hij nam met Les Bleus deel aan het EK voetbal 2012 in Polen en Oekraïne, waar de ploeg van bondscoach Laurent Blanc in de kwartfinales werd uitgeschakeld door titelverdediger Spanje: 2-0.

## Clubstatistieken
| Seizoen | Club       | Competitie | Duels | Goals |
| ------- | ---------- | ---------- | ----- | ----- |
| 1999/00 | AJ Auxerre | Ligue 1    | 5     | 0     |
| 2000/01 | AJ Auxerre | Ligue 1    | 32    | 0     |
| 2001/02 | AJ Auxerre | Ligue 1    | 30    | 3     |
| 2002/03 | AJ Auxerre | Ligue 1    | 34    | 1     |
| 2003/04 | AJ Auxerre | Ligue 1    | 32    | 3     |
| 2004/05 | AS Roma    | Serie A    | 28    | 0     |
| 2005/06 | AS Roma    | Serie A    | 27    | 3     |
| 2006/07 | AS Roma    | Serie A    | 27    | 3     |
| 2007/08 | AS Roma    | Serie A    | 31    | 1     |
| 2008/09 | AS Roma    | Serie A    | 29    | 2     |
| 2009/10 | AS Roma    | Serie A    | 19    | 1     |
| 2010/11 | AS Roma    | Serie A    | 22    | 1     |
| 2011/12 | AC Milan   | Serie A    | 14    | 0     |
| 2012/13 | AC Milan   | Serie A    | 25    | 1     |
| 2013/14 | AC Milan   | Serie A    | 22    | 2     |
| 2014/15 | AC Milan   | Serie A    | 20    | 2     |
| 2015/16 | AC Milan   | Serie A    | 5     | 1     |
| Totaal  | Totaal     | Totaal     | 402   | 24    |

Statistieken tot 23 mei 2017

## Erelijst
| Competitie              |         |                  |         |         |
| Competitie              | Aantal  | Jaren            |         |         |
| Auxerre                 | Auxerre | Auxerre          | Auxerre | Auxerre |
| ----------------------- | ------- | ---------------- | ------- | ------- |
| Coupe de France         | 1x      | 2002/03          |         |         |
| AS Roma                 |         |                  |         |         |
| Coppa Italia            | 2x      | 2006/07, 2007/08 |         |         |
| Frankrijk               |         |                  |         |         |
| FIFA Confederations Cup | 1x      | 2003             |         |         |
| Frankrijk -18           |         |                  |         |         |
| Europees kampioen -18   | 1x      | 2000             |         |         |